# Bias (Lot y Garona)
 Bias  es una población y comuna francesa, en la región de Aquitania, departamento de Lot y Garona, en el distrito de Villeneuve-sur-Lot y cantón de Villeneuve-sur-Lot-Sud.

## Demografía
| 1146 | 2483 | 2601 | 2600 | 3032 | 2955 |
| Para los censos de 1962 a 1999 la población legal corresponde a la población sin duplicidades (Fuente: INSEE [Consultar]) |      |      |      |      |      |